# Sergio Tiempo
Sergio Tiempo (Caracas, 24 de febrero de 1972) es un pianista clásico residente en Bruselas, Bélgica.
Nacido en Caracas, Venezuela, pertenece a una familia argentina de larga tradición musical.
Comenzó sus estudios con su madre, la pianista Lyl de Raco- hija de los pianistas y pedagogos Antonio de Raco y Elizabeth Westerkamp, discípulos del legendario Vicente Scaramuzza - ofreciendo conciertos desde los siete años.
Su hermana por parte de madre, con quien se presenta en ocasiones, es la pianista Karin Lechner.
En 1986, ganó el premio Alex De Vries presentándose su debut como solista orquestal en el Concertgebouw de Ámsterdam.
Entre sus maestros se incluyen Tessa Nicholson, Maria Curcio, Pierre Sancan, Michel Beroff, Jacques Detiege, Allan Weiss y Nelson Freire. 
En 2009 recibió un Diploma al Mérito de los Premios Konex como uno de los mejores cinco pianistas de la última década en la Argentina.
Entre sus grabaciones se destaca Gaspard de la nuit de Ravel y los Nocturnos de Chopin